# Läti (Ülenurme)
Läti – wieś w Estonii, w prowincji Tartu, w gminie Ülenurme.